# ام الکلاب
ام‌الکلاب (به لاتین: Umm al-Kilab) یک روستا در دولت فلسطین است که در استان خان یونس واقع شده‌است. ام‌الکلاب ۹۹۹ نفر جمعیت دارد.